# Museo della cultura contadina (Colico)
Il Museo della cultura contadina è un museo etnografico, con sede nella frazione di Villatico, a Colico in provincia di Lecco. Il museo racconta la vita contadina del territorio lariano tra fine Ottocento e inizio Novecento con oggetti e ricostruzione di ambienti di vita.
Il museo nasce nel 2007 su iniziativa del Centro italiano femminile (CIF) di Colico, che ha raccolto, catalogato e allestito oggetti della vita contadina del territorio, creando una collezione grazie alle donazioni degli abitanti di Colico. Il museo è gestito dall'associazione  “Amici del Museo della Cultura contadina”. Nel 2010 il museo è entrato a far parte del Sistema Museale Provinciale
Il museo è strutturato su due piani; al primo piano è allestito un ambiente domestico e nel seminterrato sono raccolti oggetti che testimoniano le diverse attività del territorio: attività agro-silvo-pastoriali (lavorazione casearia, fienagione, allevamento, viticoltura, cerealicoltura), artigianato (lavorazione del cuoio, del ferro, della lana), attività femminili (filatura e cucito), attività commerciali e di pubblico servizio (scuola, ufficio, bottega). Attraverso attività di ricerche il museo documenta, conserva e valorizza la storia, con un'attenzione a etnografia e patrimonio immateriale (dialetto, detti e proverbi, filastrocche e ninna nanne e preghiere).